# 小林卯三郎
小林 卯三郎（こばやし うさぶろう、1887年（明治20年）9月6日 ‐ 1981年（昭和56年）11月2日）は、日本の教育者、盲学校創設者、点字出版社編集者、社会事業家である。視覚障害当事者として視覚特別支援教育に尽力し、奈良県視覚障害者教育の始祖と称される。

## 来歴
1887年（明治20年）、兵庫県朝来郡生野町（現在の朝来市）の商家に生まれる。1891年（明治24年）前後、4歳あるいは5歳で失明。琴三絃を習う。1899年（明治32年）、12歳で叔母の勧めにより京都市立盲唖院入学。按摩・マッサージ技術、中等普通科科目を習得した。1907年（明治40年）3月、京都市立盲唖院を卒業し、同年4月から東京盲唖学校教員練習科入学。1908年（明治41年）3月に盲学校教員資格を得て東京盲唖学校教員練習科卒業。同年5月、出身校である京都市立盲唖院の嘱託教員となる。
1911年（明治44年）、左近允孝之進が創設した私立神戸訓盲院に奉職。教員として働く中、小林は未成年の視覚障害者生徒が按摩として働きながら午前中だけ学校に通っていることを問題視しはじめた。盲学校で高等学校入学の学齢になっても教員・教科書の不足から小学生や中学生レベルの授業しか行えない現実に直面し、点字の中学教科書と各県ごとに盲学校を創設する必要と安定した資金源の獲得の必要性痛感した。
1912年（大正元年）、私立神戸訓盲院淡路分教場（淡路訓盲院）に転任。解剖学・生理学などの基礎医学や按摩・マッサージなどの実技指導を担当する傍ら、洲本市立柳女学校で家庭マッサージを講義。1920年（大正9年）には、33歳でロート製薬創業者の山田安民と共に私立奈良盲唖学校を創設し、同時に校長に就任した。聖公会奈良キリスト教会の二回の夜間英語学校の敷地を昼に借用して授業を開始した。当時のマッサージ師育成教育中心であった盲学校では珍しかった普通科をいち早く設置した。
1922年（大正11年）、大阪毎日新聞社の後援を受け、小畠謹一・橋本喜四郎らと点字教科書刊行会を組織し国定中学教科書を点字訳。本会は翌年、中村京太郎を擁する点字大阪毎日新聞事業へと統合された。熊谷鉄太郎・岩橋武夫・鳥居篤治郎・橋本らと東亜盲人文化協会を創立。同年12月、小畠・山村熊次郎・近藤煥一らと日本点字社を創設。1923年（大正12年）1月から、編集者として『点字治療新報』を刊行。
1931年（昭和6年）、私立奈良盲唖学校の県立移管により、県立奈良盲唖学校の教諭兼訓導となる。1932年（昭和7年）、45歳で日本点字社から山村・小畠らと点字早稲田大学文学講義録全47巻を出版開始。1945年（昭和15年）11月、中央盲人福祉協会から盲人福祉事業功労賞を受ける。1954年（昭和29年）3月、奈良県立奈良盲学校を退職し奈良県立盲学校、京都府立盲学校で非常勤講師を務める傍ら、奈良市法連寺の自宅でマッサージ施療院を開業した。1965年（昭和40年）、勲五等双光旭日章受章。1981年（昭和56年）11月21日、キリスト教徒として94歳で帰天。